# Anna Braghieri
Anna Braghieri (Piacenza, 5 settembre 1932 – Piacenza, 16 dicembre 2016) è stata una politica italiana. È stata la prima donna a diventare sindaca di Piacenza.

## Biografia
Nata a Piacenza nel 1932, conseguì la laurea in storia e filosofia all'Università Cattolica di Milano e svolse la professione di insegnante presso il liceo classico Gioia, ricoprendo poi anche il ruolo di preside. Dal 1979 al 1985 fu presidente dell'ospizio "Vittorio Emanuele II".
Esponente della Democrazia Cristiana di Piacenza, fu dal 1985 consigliera comunale e ricoprì anche la carica di assessora al bilancio dal gennaio 1991 al maggio 1992 nella giunta del sindaco socialista Franco Benaglia. Il 2 luglio 1992 venne eletta sindaca di Piacenza dal consiglio comunale in sostituzione di Benaglia, diventando la prima donna a ricoprire tale carica fino al 16 marzo 1993. Nel 1997, il presidente della Repubblica Oscar Luigi Scalfaro la nominò commendatore ordine al merito della Repubblica italiana.
Dal settembre 1999 al giugno 2002 fu assessora alle politiche sociali nella giunta comunale di centrodestra del sindaco Gianguido Guidotti.
Dal 1997 al 2013 fu presidente dell'Opera Pia Alberoni. Il 9 maggio 2016 ricevette l'attestato di civica benemerenza "Piacenza Primogenita d'Italia" dal sindaco Paolo Dosi, e morì il 16 dicembre dello stesso anno, dopo una lunga malattia.